# Avenged Sevenfold
 Der er for få eller ingen kildehenvisninger i denne artikel, hvilket er et problem. Du kan hjælpe ved at angive troværdige kilder til de påstande, som fremføres i artiklen.

Avenged Sevenfold (også kendt som A7X) er et amerikansk hård rock-band fra Huntington Beach, Californien.
Bandet startede i 1999, da bandmedlemmerne var 18-19 år gamle som et screamo-/metalcore-band. Avenged Sevenfolds første album, Sounding the Seventh Trumpet, blev udgivet i 2001. Cd'en blev oprindelig udgivet på deres første pladeselskab, Good Life Recordings, men efter at leadguitaristen, Synyster Gates, kom med i bandet, blev introsangen "To End the Rapture" genindspillet i en heavy metal-version, og albummet blev genudgivet på Hopeless Records. 
Deres næste album, Waking the Fallen, blev også udgivet på Hopeless Records i 2003, og fik gode anmeldelser i musikmagasinet Rolling Stone. Dette album blev en overgang fra Screamo-genren til den mere thrash-/metalcore-genre, som kan høres på City of Evil, idet Shadows begyndte at "screame" knap så meget, som han havde gjort på det tidligere album, og trommestilen ændredes. 
Kort efter udgivelsen af Waking the Fallen, besluttede Avenged Sevenfold sig til at skifte til Warner Bros. Records. I 2005 udgav de deres tredje album, City Of Evil. Her var genren fuldstændig ændret. Shadows var (næsten) helt holdt op med at "screame", trommestilen var meget thrashet og hovedparten af sangene indeholdt lynhurtige guitarsoloer og guitardueller.
I 2007 udgav bandet albummet Avenged Sevenfold, som bar mere præg af ren heavy metal-genre, hvor bandet fokusrerede meget på groovet. På dette album var Shadows begyndt at "screame" lidt igen, og trommestilen var overordnet set knap så hurtig og mere groovebaseret, dog beholdt bandet guitarduellerne. Selve meningen med at ændre lidt på genren var, at få det lidt væk fra det meget hårde og mere over i den klassiske heavy rock. Bandet har dog udtalt, at det altid har været deres hensigt. Både City of Evil og Avenged Sevenfold er blevet store succeser, dog mest i USA.
I 2008 udgav bandet et B-sidealbummet Diamonds In the Rough sammen med en live-dvd med titlen Live In the LBC. Dvd'en blev optaget i Long Beach, Californien.
Efter The Revs død den 28. december 2009, gik bandet i studiet for at indspille deres næste album, Nightmare, der udkom den 27. juli 2010 med The Revs barndomshelt, Dream Theater-trommeslageren, Mike Portnoy som stand-in. I 2010 blev den tidligere trommeslager fra Confide, Arin Ilejay, trommeslager i bandet. I 2014 blev han fyret og senere erstattet af Brooks Wackerman, der tidligere har været trommeslager i punk-bandet Bad Religion.
Avenged Sevenfold har også lavet sangen "Carry On" til computerspillet Call of Duty: Black Ops II.

## Medlemmer

### Nuværende medlemmer
- M. Shadows (Matthew Charles Sanders) – Vokal (1999 – nu)
- Synyster Gates (Brian Elwin Haner Jr.) – Lead guitar, Baggrundsvokal (2000 – nu)
- Zacky Vengeance (Zachary James Baker) – Rytmeguitar, Baggrundsvokal (1999 – nu)
- Johnny Christ (Jonathan Lewis Seward) – Bas (2002 – nu)
- Brooks Wackerman - Trommer (2015 - nu)

### Studiemedlemmer
- Mike Portnoy – Trommer (2010)

### Livemedlemmer
- Mike Portnoy – Trommer (2010)

### Tidligere medlemmer
- The Rev (James Owen Sullivan) – Trommer, Percussion, Baggrundsvokal (1999 – 2009)
- Dameon Ash – Bas (2001 – 2002)
- Justin Sane – Bas (2000 – 2001)
- Matt Wendt – Bas (1999 – 2000)
- Arin Ilejay - Trommer (2011 - 2015)

## Diskografi

### Studiealbum
- 2001: Sounding the Seventh Trumpet
- 2003: Waking the Fallen
- 2005: City of Evil
- 2007: Avenged Sevenfold
- 2010: Nightmare
- 2013: Hail to the King
- 2016: The Stage
- 2023: Life Is but a Dream

### B-sider
- 2008: Diamonds In the Rough

### EP'er
- 2001: Warmness on the Soul
- 2010: Welcome to the Family
- 2018: Black Reign

### Dvd'er
- 2007: All Excess
- 2008: Live In the LBC